# Dane Bowers
Dane Leon Bowers (* 29. November 1979, Croydon, London) ist ein englischer Popsänger, Songwriter und Plattenproduzent. Von 1997 bis 2000 war er Mitglied der britischen Pop-, Soul- und R&B-Band Another Level.

## Karriere
Dane Bowers veröffentlichte verschiedene Singles, unter anderem Out Of Your Mind in Zusammenarbeit mit True Steppers und Victoria Beckham, welche es bis auf Platz 2 in den britischen Charts schaffte und damit seine erfolgreichste Single wurde. Seitdem ist es still um ihn geworden, er legt gelegentlich noch in Clubs in England auf.

## Diskografie

### Alben
als Mitglied von Another Level
- Another Level (1998)
- Nexus (1999)
- From The Heart (The Greatest Hits) (2002)
- Love Songs (2002)

als Dane
- Facing The Crowd (2001 Promo – unveröffentlicht)

### Singles
als Mitglied von Another Level
- Be Alone No More (1998)
- Freak Me (1998)
- Guess I Was A Fool (1998)
- I Want You For Myself (1999) (feat. Ghostface Killah)
- Be Alone No More (Remix) (1999) (feat. Jay-Z)
- From The Heart (1999)
- Summertime (1999) (feat. TQ)
- Bomb Diggy (1999)

als Dane Bowers
- Buggin' Me (2000) (with True Steppers)
- Out Of Your Mind (2000) (with True Steppers and Victoria Beckham)
- Shut Up And Forget About It (2001)
- Another Lover (2001)

als Upper Street
- The One (2006)